# 弗农 (加利福尼亚州)
弗农（英語：Vernon），是美国加利福尼亚州洛杉矶县下属的一座城市。建市于1905年9月22日，面积 大约为4.97平方英里（12.9平方公里）。根据2010年美国人口普查，该市人口112人。據加州財政部估計，該市2020年人口222人。